# Four Corners (programma televisivo)
Four Corners (in italiano: Ai quattro angoli) è il programma televisivo australiano di giornalismo investigativo più longevo ancora in onda. Trasmesso da ABC Australia per la prima volta il 19 agosto 1961, ha celebrato il suo cinquantenario nel 2011.